# Louise Fenger-Krog
Louise Simone Fenger-Krog, född 12 april 1961 i Falun, är en svensk målare och skulptör, verksam i Stockholm.
Hennes utbildning innefattar studier på KV Kristianstads konstnärliga utbildning 1980–1982, Hovedskous målarskola i Göteborg 1982–1984 och Kungliga konsthögskolan i Stockholm, måleri och skulptur 1984–1989. Hon tilldelades Ester Lindahls stipendium 1995.
Louise Fenger-Krog finns representerad bland annat på Moderna museet i Stockholm, Malmö museum, Göteborgs konstmuseum, Dalarnas museum, Bodens Konsthall, Kalmar slott, Växjö kommun, Haninge kommun, Rättviks kommun samt i Hedvig Eleonora kyrka i Stockholm.